# Borlești
Borlești es una comuna ubicada en el distrito de Neamț, Rumania.

## Superficie
Posee una superficie de 107,7 kilómetros cuadrados.

## Demografía
Hasta 2021 la población era de 8182 habitantes, con una densidad de población de 76,01 habitantes por kilómetro cuadrado.